# Sindrome di Budd-Chiari
La sindrome di Budd-Chiari è  un quadro clinico caratterizzato da
ittero, epatomegalia e splenomegalia, ascite e ipertensione portale, causati da una occlusione delle vene epatiche (occlusione di almeno 2 vene su 3). Il quadro clinico dei pazienti può progredire nel tempo in cirrosi. Durante tale sindrome si ha un'ipertrofia compensatoria del I segmento del fegato che drena indipendentemente nella vena cava inferiore.

## Eziologia
- Trombosi
- Compressione dei vasi causata da una massa esterna come un tumore o una cisti idatidea
- Nella donna, gravidanza o utilizzo della pillola contraccettiva
- Patologie dell'apparato ematopoietico con quadri clinici caratterizzati da ipercoagulabilità
- Infezione

## Diagnosi
Il procedimento di diagnosi si avvale del quadro clinico a cui aggiungere esami di laboratorio ed esami strumentali.
Gli esami di laboratorio possono comprendere l'analisi degli enzimi epatici (ALT, AST) nel sangue, che suggeriscono un danno al fegato.

Lo studio con ecografia addominale, e in particolare con l'ecocolor Doppler, ha un ruolo importante per la possibilità di visualizzare il blocco del flusso nelle vene sovraepatiche e l'inversione del flusso di sangue nella vena porta. Gli altri campi di diagnostica per immagini hanno, invece, un ruolo secondario.
La biopsia potrebbe essere utilizzata per differenziare cause di ingrossamento del fegato e ascite.